# Штутгартское кабельное покушение
Штутгартское кабельное покушение (нем. Stuttgarter Kabelattentat) — акт саботажа, совершённый 15 февраля 1933 года в Штутгарте группой молодых активистов, близких к Коммунистической партии Германии. Они перерезали радиокабель, обеспечивавший трансляцию предвыборной речи Адольфа Гитлера, тем самым сорвав её радиопередачу. Считается одним из первых проявлений организованного сопротивления нацизму в Германии.

## Предыстория
После назначения Гитлера на пост рейхсканцлера 30 января 1933 года НСДАП приступила к активной пропаганде перед выборами в Рейхстаг, назначенными на 5 марта. Радио было ключевым каналом массового воздействия. Речь в Штутгартской ратуше 15 февраля планировалась к трансляции в прямом эфире на всю страну.

## Саботаж
Примерно в 21:17 трансляция была неожиданно прервана. Выяснилось, что группа местных коммунистов перерезала надземный радиокабель в переулке на улице Вердерштрассе, 20. В акции участвовали четверо рабочих — Вильгельм Бройнингер, Альфред Дойбле, Герман Медингер и Эдуард Вайнцирль. Им помог сотрудник почтового ведомства Теодор Деккер, сообщивший точное расположение кабеля.
С помощью топора кабель был повреждён, и трансляция речи Гитлера не состоялась. Само выступление в здании ратуши продолжилось без инцидентов.

## Расследование и приговор
Ответственные лица были задержаны только в 1935—1936 годах. Суд признал их виновными, однако не квалифицировал их действия как государственную измену, поскольку на момент происшествия Коммунистическая партия Германии не была запрещена. Участники получили тюремные сроки от 21 месяца до двух лет заключения.

## Наследие
Несмотря на скромный масштаб, этот эпизод рассматривается историками как важный символ раннего сопротивления нацистскому режиму. В современной Германии покушение упоминается в рамках мемориальных проектов, в том числе в проекте Камни преткновения.
В 2020 году журналист Рольф Шленкер опубликовал книгу «1933 — Топор против Гитлера» (нем. 1933 – ein Beil gegen Hitler), подробно исследующую обстоятельства акции.